# 格羅馬河

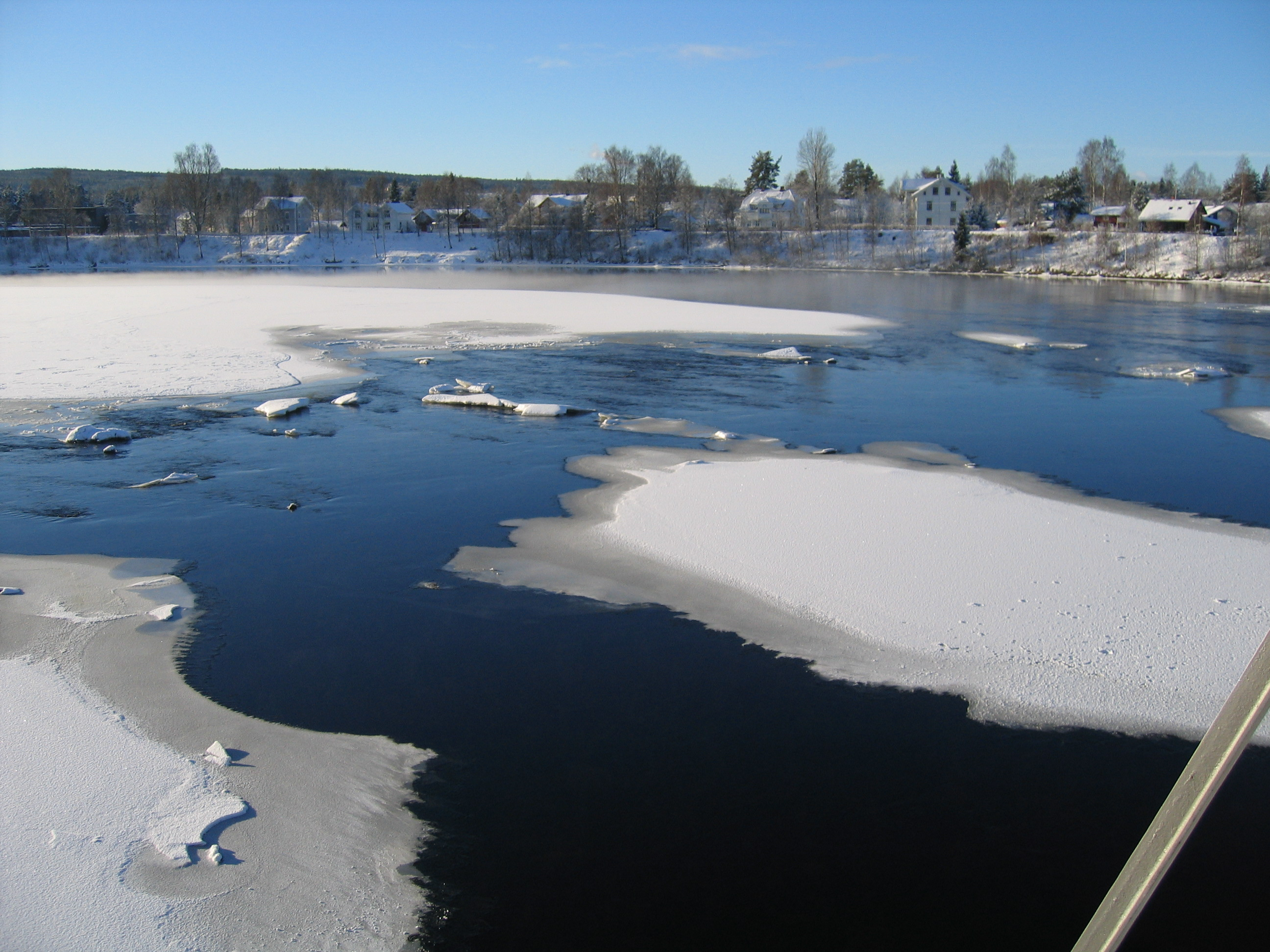

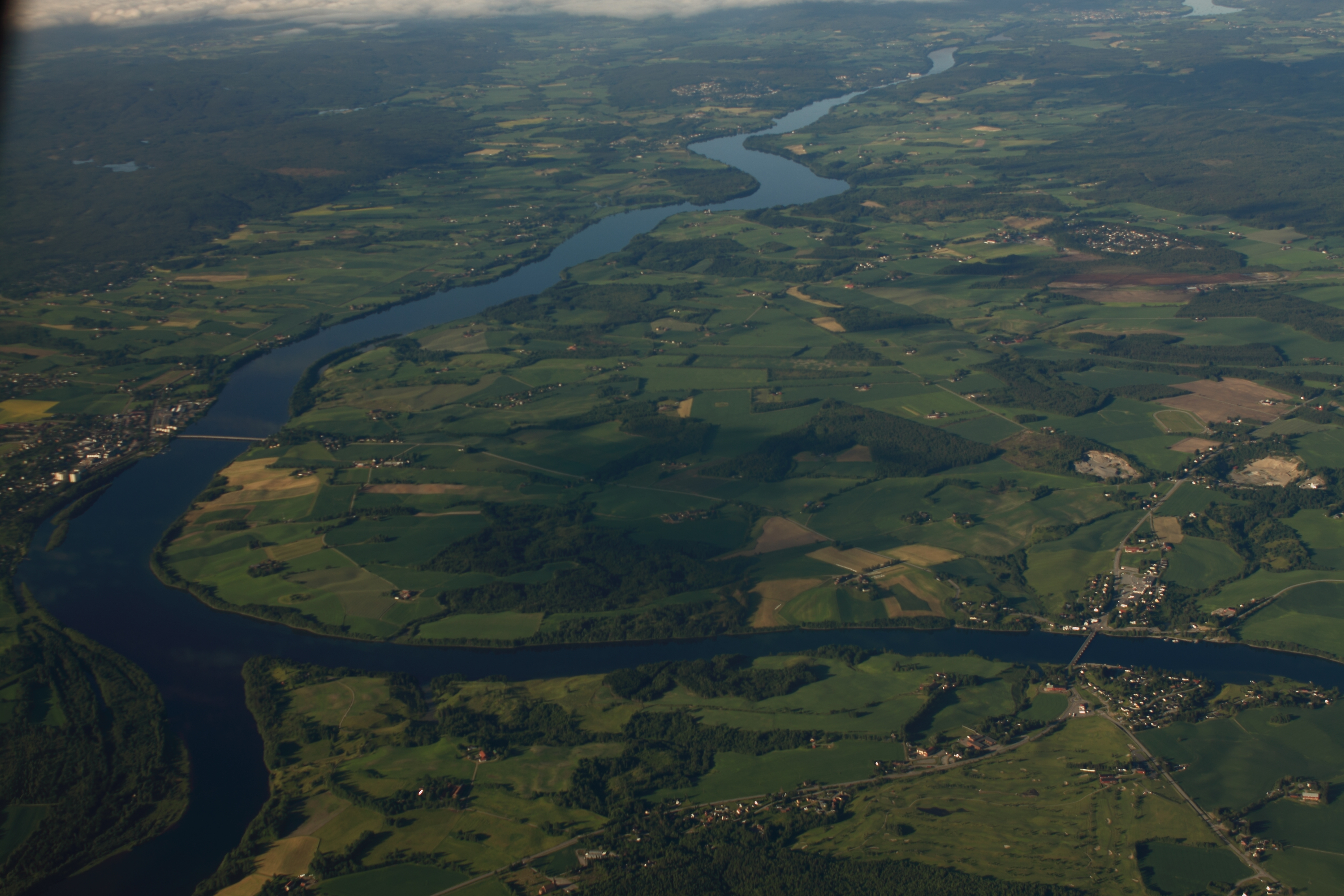

格羅馬河是挪威的河流，河道全長604公里，是該國最長的河流，發源自勒羅斯，流域面積約42,000平方公里，佔全國面積13%，平均流量每秒720立方米。

## 名稱
在東福爾郡和阿克什胡斯郡，人們以「Glomma」稱呼格羅馬河；在內陸郡和特倫德拉格郡，人們則稱呼其為「Glåma」。格羅馬河古稱「Glaumr」，而在古挪威語中亦稱為「Raumelfr」，字面上是「巨大的噪音」或「雷聲」加「河流」。
在挪威，有多個地方以這條河命名，例如Glåmdal和Glåmos。